# کورنیلیا

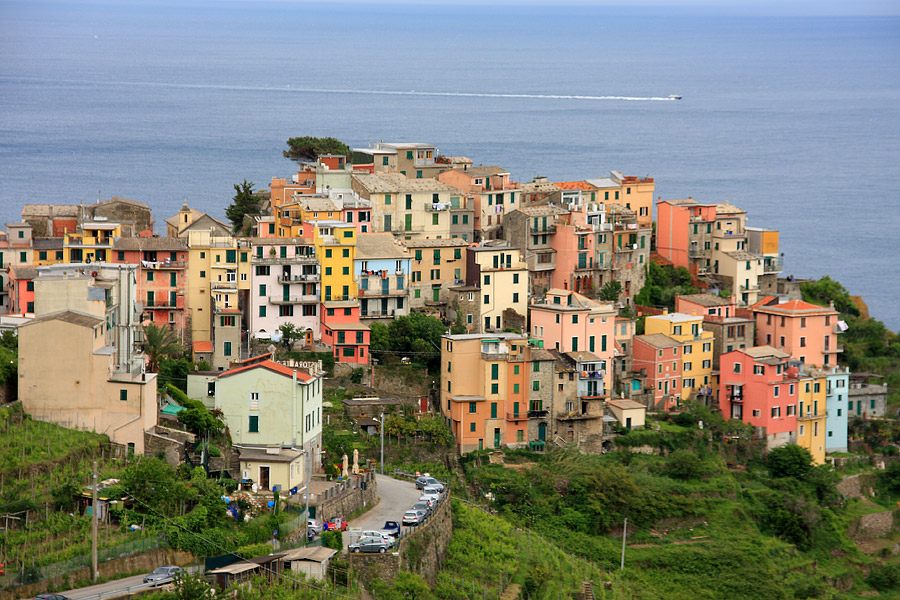
نمایی از کورنیلیا، دهکده توریستی در ۲۸ کیلومتری شمال لا اسپیزیا - ۲۰۱۰

کورنیلیا الگو:زبان لیگوری (به ایتالیایی: Corniglia) دهکده توریستی در ۲۸ کیلومتری شمال لا اسپیزیا و در ساحل دریای مدیترانه قرار دارد. جمعیت کورنلیا حدود ۱۵۰ نفر است در ارتفاع ۱۰۰ متری از دریا واقع شده‌است.

## وجه تسمیه و شهرت کورنیلیا
وجه تسمیه کورنلیا به یکی خاندان‌های روم باستان به همین نلم بر می‌گردد. نام کورنلیا در رمان د کامرون جووانی بوکاچیو و در رمان سیرک نامرئی جنیفر اگان یاد شده‌است.